# Aitor Fernández Abarisketa
Aitor Fernández Abarisketa  (Mondragón, Guipúzcoa; 3 de mayo de 1991) es un futbolista español que juega como portero en el Club Atlético Osasuna de la Primera División de España.

## Trayectoria
Se inició en las categorías inferiores del Athletic Club, jugando en las categorías de infantil, cadete y juvenil. En la temporada 2008-2009, dio el salto al segundo filial, el C. D. Basconia, y además jugó en el equipo juvenil para disputar la Copa del Rey juvenil, donde fue subcampeón. En la temporada 2009-10, jugó nuevamente en el C. D. Basconia de Tercera División. Para la temporada 2010-11, el Athletic pensó en él como uno de los candidatos para ocupar el puesto de segundo portero del primer equipo, pero finalmente se decidieron por Raúl Fernández, también de la cantera, al ser éste un guardameta más experimentado. Aitor ascendió al Bilbao Athletic, donde se vio mermado por una serie de lesiones y sólo pudo jugar 30 encuentros en dos temporadas.
En julio de 2012 se fue cedido al Barakaldo C. F. por una temporada. A finales de enero de 2013, tras veintiún partidos como titular, el Villarreal C. F. decidió ficharlo para su filial, guardándose el Athletic Club una opción de recompra. Con el filial castellonense disputó más de 100 partidos en tres campañas y media, además de acudir a varias convocatorias del primer equipo amarillo.
El 3 de julio de 2016 fichó por el Club Deportivo Numancia, en ese momento de Segunda División. En el equipo soriano se consolidó como guardameta titular por delante de Munir, que era titular en la selección de Marruecos.
En julio de 2018 firmó un contrato de cuatro temporadas con el Levante Unión Deportiva, que pagó alrededor de un millón de euros por el traspaso al club soriano. Fue elegido como portero titular para la Copa del Rey, quedando Oier como titular en Liga. Finalmente, el 2 de febrero de 2019 debutó en Primera División en un empate a cero ante el Getafe C. F. en el Ciutat de Valencia.
El 2 de julio de 2022, tras el descenso de categoría del Levante U. D., se marchó a Club Atlético Osasuna, firmando por tres años, a cambio de un 20% de una futura venta.
El 25 de noviembre de 2024, se anuncia su renovación con el equipo navarro hasta el 30 de junio de 2027.

## Selección nacional
Aitor fue internacional en todas las categorías inferiores de la selección española, a excepción de la sub-21. Participó en el Europeo sub-19 de 2010, donde fue guardameta suplente de Álex Sánchez. Fue convocado por Julen Lopetegui para disputar el Mundial sub-20 de 2011, el cual tuvo que abandonar por una grave lesión en el codo derecho.

## Clubes
| Club                 | País   | Año       | Liga | Partidos | Goles encajados |
| -------------------- | ------ | --------- | ---- | -------- | --------------- |
| C. D. Basconia       | España | 2008-2010 | 3.ª  | 44       | ¿?              |
| Bilbao Athletic      | España | 2010-2012 | 2ªB  | 30       | 30              |
| Barakaldo C. F.      | España | 2012-2013 | 2ªB  | 21       | 13              |
| Villarreal C. F. "B" | España | 2013-2016 | 2ªB  | 102      | 103             |
| C. D. Numancia       | España | 2016-2018 | 2.ª  | 76       | 45              |
| Levante U. D.        | España | 2018-2022 | 1.ª  | 103      | 162             |
| C. A. Osasuna        | España | 2022-     | 1.ª  | 36       | 35              |

Debut en 1ª División: 2 de febrero de 2019, Levante U. D. 0-0 Getafe C. F.
| Temporadas en 1ª | Partidos en 1ª | Goles encajados en 1ª | Partidos en Copa | Goles encajados en Copa | Internacional |
| ---------------- | -------------- | --------------------- | ---------------- | ----------------------- | ------------- |
| 8                | 123            | 177                   | 17               | 20                      | Ninguna       |